# المركز الإسلامي في إنجلترا
المركز الإسلامي في إنجلترا هو مركز ديني وثقافي شيعي، يقع في منطقة مايدا فيل في لندن في إنجلترا. تتمثل مهمة المركز في «توفير الخدمات للمجتمع وعلى وجه الخصوص للمسلمين»، مع التركيز على التوجيه الديني والقضايا الثقافية. تم تأسيس المركز في ديسمبر 1995، وقد افتتح رسميًا في نوفمبر 1998.

## المركز ونشاطاته
يعمل هذا المركز الإسلامي كمؤسسة خصوصية في إنجلترا ويعد نشاطه الرئيسي هو نشر الإسلام.
تأسس المركز في عام 1995 من قبل الشيخ محسن الأراكي، وهو ممثل المرشد الأعلى لجمهورية إيران الإسلامية، وهو أصبح أول مدير للمركز. وقد افتتح المركز رسميًا في نوفمبر 1998، كمركز تعليمي للمبادئ الإسلامية والقيم الثقافية للجالية الإسلامية، وللمساعدة على تعزيز الهيكل الاجتماعي للمجتمع. يقدم المركز بالإضافة إلى الخدمات الدينية، المشورة والدعم في جميع مجالات الحياة الأسرية. وقد تتم برامج المركز من خلال لغات أربع هي الانجليزية، والعربية، والاردوية، والفارسية.
في 18 فبراير 2018، شارك المركز في مشروع «يوم زيارة مسجدي».

### إدارة المركز
وكانت إدارة المركز منذ تأسيسه حتي الآن بيد:
- آية الله محسن الأراكي منذ سنة 1996 إلي يوليو 2004.
- الشيخ عبد الحسين المعزی من يوليو 2004 إلي مارس 2014.
- الدكتور محمد علي شمالي من مارس 2014 إلى يونيو 2019.
- سيد هاشم الموسوي من يونيو 2019 لحد الآن.[10][11]

## المؤسسات التعليمية
يرتبط المركز بمؤسستين تعليميتين في لندن، وهي:
- الكلية الإسلامية (وهي مؤسسة مسجلة باسم الكلية الإسلامية للدراسات المتقدمة)[12]
- الحوزة العلمية في إنجلترا، وهي مدرسة دينية اسلامية.[13] افتتحت عام 2014 بأشراف الدكتور محمد علي شمالي رئيس المركز الإسلامي في إنجلترا آنذاك،[14][15] وقد تم تعيين ميرزا محمد عباس رضا كمدير داخلي للحوزة،[16][17] وهو أصبح مدير الكلية الإسلامية في نوفمبر 2017.[18]

## المنشورات
ينشر المركز الإسلامي في إنجلترا مجلة شهرية اسمها «الإسلام اليوم»، ويشترك في نشر مجلة «رسالة الثقلين» العلمية، مع ناشرها في قم، إيران.

## وصلات خارجية
- الموقع الرسمي للمركز